# Amylostereaceae
Famille
La famille des Amylostereaceae est une famille de champignons basidiomycètes de l'ordre des Russulales.

## Liste des genres
Selon Catalogue of Life (19 mars 2012) :
- genre Amylostereum